# Gino Guerra
Gino Guerra (* 16. Oktober 1924 in Bagnolo San Vito; † 28. Dezember 1978 in Kroonstad, Südafrika) war ein italienischer Radrennfahrer.

## Sportliche Laufbahn
Guerra war im Bahnradsport aktiv und Teilnehmer der Olympischen Sommerspiele 1948 in London. Dort startete er im Zeitfahren und kam beim Sieg von Jacques Dupont auf den 9. Platz. Er war auch für das Tandemrennen mit Ferdinando Terruzzi vorgesehen, dann aber zum Wettbewerb nicht nominiert.

## Familiäres
Gino Guerra war der Neffe des Radprofis und Weltmeisters Learco Guerra.